# Lijst van Nederlandse deelnemers aan de Paralympische Zomerspelen 1964
Deze lijst van Nederlandse deelnemers aan de Paralympische Zomerspelen 1964 in Tokio. geeft een overzicht van de sporters die zich hebben gekwalificeerd voor de Spelen.
| Paralympiër   | Sport            | Onderdeel | Ervaring   |
| ------------- | ---------------- | --- | ---------- |
| D. Kruidenier | Atletiek Zwemmen | Vijfkamp Klasse Special Class 50 m Schoolslag Klasse complete class 5 50 m Vrije slag Klasse Supine complete class 5 50 m Vrije slag Klasse Prone cauda equina | 2de Spelen |
| E. Gaarlandt  | Atletiek Zwemmen | Slalom 50 m Schoolslag Klasse complete class 3 | 2de Spelen |
| E. O'Brien    | Atletiek         | Slalom | Debutant   |
| Piet Blanker  | Boogschieten     | Albion Ronde Klasse open FITA Ronde Klasse open | Debutant   |
| J. Jacobs     | Tafeltennis      | Klasse A1 | 2de Spelen |
| M. de Groot   | Tafeltennis      | Klasse A1 Heren | Debutant   |
| M. de Groot   | Zwemmen          | 25 m Vrije slag Klasse Supine complete class 1 Dames 25 m Vrije slag Klasse Supine incomplete class 1 Dames                                                    | Debutant   |
| Prins         | Zwemmen          | 50 m Vrije slag Klasse Prone special class 50 m Vrije slag Klasse Supine special class                                                                         | Debutant   |